# Беляєв Віктор Миколайович
Віктор Миколайович Бєляєв (рос. Виктор Николаевич Беляев; 28 березня 1896 — 25 липня 1953) — радянський авіаконструктор, доктор технічних наук, професор, голова ОКБ-4; один з засновників науки про міцність металевих літаків.

## Біографія
Народився Віктор в сім'ї інженера Микола Васильович Бєляєва, засновника Верхньо-Волзької залізниці. По материнській лінії був родичем театрального режисера Костянтина Станіславського. До революції 1917 навчався в МДУ на математичному відділені, після революції продовжував навчатися Московському політехнічному університеті 1920—1922) і одночасно в 1-м МДУ (1922—1923).
В 1918 році працював на залізниці, з 1925 року працював в авіаційній промисловості, інженером в по міцності в КБ Д. П. Григоровича.
В 1926 році перевівся в КБ Туполєва, в бригаду В. М. Петлякова, де займався розрахунком міцності в літаках: АНТ-6, АНТ-7, АНТ-9, АНТ-14, АНТ-20. Через певний час, бригада Петлякова стала окремим КБ, Бєляєв в 1931 році став начальником розрахункової бригади. В 1930 році Віктор Миколайович паралельно почав працювати науковим співробітником у відділі міцності ЦАГІ.
На початку 1930-х Бєляєв створив планер БП-2 (ЦАГИ-2), планер мав крило зворотньої стрілоподібності, та був виконаний по схемі літаючого крила.
В 1934 році, в Коктебелі планер показав гарні льотні характеристики
В 1935 році, Бєляєв створив рекордний планер БП-3, перший політ здійснив 18 червня 1935. Аеродинамічна якість була висока — 33 одиниці.
В 1935 році, АвіаВНІТС (Авиаційне всесоюзне наукове інженерно-технічна спілка) разом з газетою «За рулём» об'явивили конкурс на швидкісний транспортний літак. Конструкторська група Бєляєва представила проект двомоторного та двофюзеляжного літака незвичайної схеми, літак отримав назву «АвиаВНИТО-3». Проект увійшов в число переможців конкурсу і був до побудови, втім ні один з конкурсних літаків не був створений.
В 1937 році на основі проекта АвиаВНИТО-3 конструкторський колектив почав роботу над бомбардувальником ДБ-ЛК.
В 1939 році, Віктор Миколайович був призначеним одним з головних конструкторів Заводу особливих конструкцій ЦАГІ. В липні 1940 року, разом з авіаконструкторами А. І. Мікояном, М. І. Гуревичем, Н. І. Камовим та іншими, дали посаду головного конструктора третьої категорії.
Після повернення з евакуації, в 1943 году і до останніх днів життя, Бєляєв працював в ЦАГІ.
В 1940 році без захисту дисертації йому дали науковий ступінь доктора технічних наук, а в 1946 році — звання професора.
16 вересня 1945 отримав Орден Трудового Червоного Прапора.
Помер 25 липня 1953 року в Москві, похований на Захар'їнському кладовищі на південному-заході в Москві.

## Літальні апарати
БП-2(ЦАГИ-2) — планер зі зворотної стрілоподністю крила, виконаний по схемі літаюче крило. Перший політ здійснив в серпні 1934 року в Коктебелі.￼
БП-3 — планер, виконаний по безхвостовій схемі, мав дуже гарні льотні характеристики, перший політ здійснив 18 липня 1935 року.
УК-1А — експериментальний літак з «упругым крылом».
ЭОИ — експериментальний одномісний винишувач.
ДБ-ЛК — дальній бомбардувальник з конструкцією літаючого крила з двома кабінами над двигунами. ДБ-ЛК був побудований в 1 екземплярі, перший політ здійснив в 1939 році, а в 1940 пролетів над Червоною площею під час параду. У випробуваннях в деяких характеристиках перевищив літаки ДБ-3 та АНТ-40, але поступився по дальності та висоті польоту. У виробництво не пішов, а 1 екземпляр був списаний на початку Великої відчизняної війни.

## Сім'я
Батько — Микола Васильович Бєляєв, засновник Верхньо-Волзької залізниці.
Мати — Олександра Олександрівна, родом з молодшої гілки сім'ї купців Олексійових, донька Олександра Івановича, власника Луб'янського пасажу у Москві. Емігрувала до Ніцци.
Старші брати та сестри також емігрували після революції:
- Олександр (1891—1977) — в Берлін.
- Микола (1892—1969) — в Париж.
- Ксенія (1894—1985) — в Ніццу.
- Олексій (1897—?) — лишився в СРСР.